# Швецов, Валерий Антонович
Валерий Антонович Швецов (3 декабря 1946, Яранск, Кировская область ― 31 января 2007, Екатеринбург) — советский и российский спортсмен, Заслуженный тренер России по лёгкой атлетике.

## Биография
Ещё в школе начал заниматься лыжным спортом, лёгкой атлетикой и велоспортом. В 10-м классе выполнил 1-й спортивный разряд по велосипедным и лыжным гонкам. Также был победителем Чемпионата Кировской области по кроссу. После окончания школы переехал в Свердловск, где поступил на работу на завод фрезеровщиком. С 1965 по 1967 год занимался лёгкой атлетикой у тренера Ермакова Георгия Григорьевича. В 1966 году поступил в Свердловский государственный педагогический институт, где начал тренироваться у М. А. Махова. В том же году стал победителем Свердловской области в беге на 800 м среди юниоров.
После окончания института был призван на срочную службу в ряды Советской армии. Служил в Свердловске. Был призёром соревнований Уральского военного округа по кроссу.
После армии поступил на работу тренером по лёгкой атлетике в ДЮСШ СК «Калининец». В 1975 году перешёл на кафедру физического воспитания Уральского педагогического института. С 1975 по 1985 год занимался тренерской работой со своими студентами. В течение восьми был старшим тренером сборной команды института. За это под его руководством спортивную подготовку прошли многие известные спортсмены: призёр СССР, чемпион РСФСР В. Куцаев; многократные чемпионы и призёры Центрального Совета ДСО «Буревестник» С. Липский, В. Жолудев, Г. Иванов, А. Попов, призёр первенства СССР по многоборью Н. Маричева и другие.
С 1980 года занимал должность председателя федерации Свердловска — Екатеринбурга по лёгкой атлетике.
С 1985 по 1991 год был старшим тренером в СДЮСШОР спортивного клуба «Уралмаш». В это время готовил будущего победителя первенства СССР среди юниоров в беге на 400м.с/б А.
Симакина. С 1992 года снова работал в УрГПУ, где был доцентом кафедры спортивных дисциплин. Являлся главным тренером спортивного клуба «Уралэлектромедь» города Верхняя Пышма. Был председателем тренерского совета Свердловской области. За эти годы им были подготовлены: заслуженный мастер спорта России, чемпион и призёр Олимпийских игр среди глухих 2001 года, чемпион и призёр Европы, рекордсмен России среди глухих П. Уханов; многократная чемпионка и призёр чемпионата России М. Конойко; В. Ширяев, многократный чемпион России, участник чемпионатов Европы, Мира и Олимпийских игр в 2000 в Сиднее.
В 2001 году был удостоен почётного звания «Заслуженный тренер России». Также был награждён нагрудным знаком «Отличник физической культуры и спорта» и имел статус судьи республиканской категории.
Скончался 31 января 2007 года в Екатеринбурге. Похоронен на Северном кладбище.